# صوران
هذه المقالة عن مدينة صوران في محافظة حماة، هناك مقالة أخرى عن ناحية صوران في محافظة حلب.
صوران هي مدينة وناحية سورية تقع إلى الشمال من مدينة حماة بمسافة 18 كيلومتراً. يزيد عدد سكان صوران عن 45 ألف نسمة حسب إحصائية 2004 وهي ثاني أكبر مدن محافظة حماة من حيث عدد السكان بعد سلمية. بلغ عدد سكان الناحية 91,471 نسمة حسب تعداد عام 2004. النشاط الرئيسي للسكان هو الزراعة التي تجلب أغلب دخل المدينة، حيث تشتهر صوران بمحصول الفستق الحلبي على وجه الخصوص في مختلف أنحاء سوريا، كما تزرع فيها مختلف أنواع المحاصيل.
يعود تاريخ مدينة صوران إلى العصر الروماني، حيث توجد فيها العديد من الآثار التي تعود إلى ذلك العصر، ومن أبرزها قناة العاشق المائية وكنيسة صوران الأثرية. وأما اسم صوران فهو تحريف بيزنطي لكلمة «شوران»، التي تعني «قبة شيخ الأربعين» نسبةً إلى كنيسة الأربعين. شهدت المدينة في العقود الأخيرة تزايداً سكانياً كبيراً، حتى أصبحت من أكبر مدن محافظة حماة. شهدت صوران - مثلها مثل أغلب مدن البلاد - احتجاجاتٍ مطالبةً بإسقاط نظام بشار الأسد في عام 2011، نجم عنها وقوع الكثير من القتلى واعتقال العديد من الأهالي، وكانت المدينة موقعاً لمجزرة في العشرين من أيار (مايو) عام 2012 راح ضحيَّتها نحو 70 قتيلاً.

## التاريخ

### أصل التسمية
الاسم الحاليّ للمدينة صوران هو في الواقع تحريفٌ ابتدعه البيزنطيون لاسمها الأصلي شوران، وهي كلمة تعني «قبة شيخ الأربعين» أو «مكان الأربعين شهيد»، وجاء هذا الاسم نسبةً إلى كنيسة الأربعين (جامع الأربعين بعد الفتح الإسلامي). وتعني التربة الحمراء باللغة الكردية، وتربتها حمراء جيدة جدا للزراعة وغنية بالحديد والنحاس والزنك وتمتاز بزراعة الأشجار وخاصة الفستق الحلبي.

### العصور القديمة
يعود تاريخ المدينة إلى العصر الروماني على الأقلّ. حيث توجد فيها آثار رومانية بارزة، من أهمّها قناة العاشق، وهي قناة مائية طويلة تربط بين سلمية وأفاميا شُيِّدت في أيام الرومان. كما أنَّ من الآثار الرومانية الأخرى بالمدينة لوحةٌ من الفسيفساء عثر عليها في زميون بين أطلال كنيسة صوران، تُصوِّر منظراً طبيعياً فيه أزهار وطيور وأسماك شتَّى، وهي معروضةٌ حالياً في متحف حماة. وقد اكتشفت قطع أثرية أخرى في كنيسة صوران، نقل البعض الآخر منها إلى متحف أفاميا.
ذكرت مدينة صوران في مؤلَّفات عددٍ كبيرٍ من الرحالة والجغرافين العرب القدماء، الذين غالباً ما اعتبروها كورة أو إقليماً تابعاً لحمص، حيث كانت حماة نفسها في ذلك الحين لا تزال أحد أقاليم حمص. قال فيها اليعقوبي: «وبحمص أقاليم منها... وصوران، وبها قوم من أيَّاد». وقد اعتبرها ابن خْردَاذُبَّة أيضاً في كتابه المسالك والممالك إقليماً قائماً بذاته (إقليم صوَّران) من أقاليم حمص، وعدَّها بالمثل ياقوت الحموي في معجم البلدان إقليماً لحمص حيث قال فيها: «صَوَّرانُ: اسم كورةٍ بحمص وجبل، وقيل موضعٌ دون دابق في طرف الريف». كما ذكرها صخرُ الغي الهذلي في شعره حيث قال:

### الثورة السورية
عند انطلاق الاحتجاجات المعارضة والمطالبة بإسقاط نظام بشار الأسد في مطلع عام 2011 كانت صوران من المدن المشاركة، ومثل حال باقي المدن تراوحت الأنباء الواردة منها بين روايات المعارضة بإطلاق النار على المظاهرات السلمية والنظام بهجمات المجموعات المسلَّحة على القوات النظامية. في منتصف شهر شباط (فبراير) عام 2013 بلغ عدد قتلى المدينة جرَّاء الأحداث منذ بداية الثورة 139 قتيلاً، معظمهم قضوا في مجازر هلال رمضان (31 تموز 2011) والتاسع من آب (2011) والمجزرة الكبرى (20 أيار 2012) والتاسع والعشرين من حزيران (2012)، حيث قضى 114 منهم في هذه المجازر. كما وقد سجَّلَ مركز توثيق الانتهاكات في سوريا ما لا يقلّ عن 154 حالة اعتقالٍ في المدينة منذ بداية الأحداث وحتى منتصف شهر شباط عام 2013.
في 23 من كانون الثاني عام 2012 حدث توتر بالمدينة بعد أن جاء مسلحون مدنيون من قرية المبطن المجاورة ووضعوا حاجزين أمنيَّين على حدودها، واختطفوا عليهما 15 مواطناً من الطائفة السنية. وقد غضب أهالي المدينة جراء ذلك، فاجتمعوا لإعادة المختطفين وأرسلوا تهديداً إلى الخاطفين، واستجاب الخاطفون سريعاً فأطلقوا سراح الأسرى وانتهت الأزمة بسلام.
وقعت في يوم العشرين من أيار (مايو) عام 2012 مجزرة في المدينة كانت من أكبر مجازرة الثورة السورية في حينها وأثارت ضجَّة إعلامية كبيرة، وحدثت نتيجة قصف الجيش السوري للبلدة ثم اقتحامها مخلفاً عشرات القتلى المدنيّين في العمليَّة. جرى اقتحام الجيش من المدخل الشرقي للمدينة عند الساعة الثانية ظهراً، ثم بدأت القوات بتمشيط الشوارع وإطلاق النار على المدنيّين، واعتقال بعض الناشطين المطلوبين. أفادت التقارير الأولية للمرصد السوري لحقوق الإنسان بسقوط 34 قتيلاً، إلا أنَّ الهيئة العامة للثورة السورية سُرعَان ما أفادت بارتفاعهم إلى 63 قتيلاً، إلى جانب ما لا يقلّ عن 50 جريحاً.
شهدت المدينة في يوم الجمعة 29 حزيران عام 2012 («جمعة واثقون من نصر الله») مجزرة أخرى أصغر حجماً راح ضحيّتها عشرة قتلى، وذلك بعد أن اقتحم مسلَّحون من قرية معان المزارع المجاورة لصوران بعربات الشيلكا وقاموا بإطلاق النار على أهاليها. وقد كان من بين القتلى طفل، وأربعة أشخاص من حماة، وثلاثة من إدلب، وثلاثة لم يتم التعرُّف عليهم. ثم تعرَّضت المدينة للحصار بعد نحو أسبوعين في 11 من تموز، وتم قطع الاتصالات عنها واقتحامها منذ الصباح الباكر وإجراء عمليات تمشيط واعتقال وقنص للمدنيّين، راح ضحيتها 4 قتلى، ولم يُسمَح خلال ذلك لمراقبي الأمم المتحدة المبعوثين بدخول المدينة.
بالوقت الحاضر، يعمل المكتب الإغاثي في صوران على تولّي تقديم مختلف المساعدات الضرورية للأهالي، مثل: السلال الغذائية والأموال لأهالي المعتقلين والقتلى، والمعونات المادية للمهجَّرين والنازحين والأيتام.

## المناخ
يُبيِّن الجدول الآتي متوسط درجات الحرارة الدنيا والعليا ومعدلات هطول الأمطار على مرّ السنة في مدينة صوران:
كما بلغت الامطار لموسم 2024 قرابة 400 مم متجاوزة المعدل السنوي 338 مم مما يدعم المزروعات البعليه بقدر لا بأس به بعد سنوات الجفاف التي مرت بها المنطقة.
| البيانات المناخية لـصوران    | البيانات المناخية لـصوران | البيانات المناخية لـصوران | البيانات المناخية لـصوران | البيانات المناخية لـصوران | البيانات المناخية لـصوران | البيانات المناخية لـصوران | البيانات المناخية لـصوران | البيانات المناخية لـصوران | البيانات المناخية لـصوران | البيانات المناخية لـصوران | البيانات المناخية لـصوران | البيانات المناخية لـصوران | البيانات المناخية لـصوران |
| الشهر                        | يناير                     | فبراير                    | مارس                      | أبريل                     | مايو                      | يونيو                     | يوليو                     | أغسطس                     | سبتمبر                    | أكتوبر                    | نوفمبر                    | ديسمبر                    | المعدل السنوي             |
| ---------------------------- | ------------------------- | ------------------------- | ------------------------- | ------------------------- | ------------------------- | ------------------------- | ------------------------- | ------------------------- | ------------------------- | ------------------------- | ------------------------- | ------------------------- | ------------------------- |
| متوسط درجة الحرارة الكبرى °ف | 54                        | 57                        | 66                        | 75                        | 86                        | 93                        | 97                        | 97                        | 93                        | 84                        | 68                        | 55                        | 77                        |
| متوسط درجة الحرارة الصغرى °ف | 37                        | 39                        | 43                        | 50                        | 57                        | 66                        | 72                        | 72                        | 66                        | 57                        | 46                        | 39                        | 54                        |
| الهطول إنش                   | 1.28                      | 1.17                      | 0.54                      | 0.49                      | 0.35                      | 0                         | 0                         | 0                         | 0.68                      | 0.33                      | 0.94                      | 1.16                      | 6.94                      |
| متوسط درجة الحرارة الكبرى °م | 12                        | 14                        | 19                        | 24                        | 30                        | 34                        | 36                        | 36                        | 34                        | 29                        | 20                        | 13                        | 25                        |
| متوسط درجة الحرارة الصغرى °م | 3                         | 4                         | 6                         | 10                        | 14                        | 19                        | 22                        | 22                        | 19                        | 14                        | 8                         | 4                         | 12                        |
| الهطول مم                    | 32.6                      | 29.6                      | 13.7                      | 12.4                      | 8.8                       | 0                         | 0                         | 0                         | 17.2                      | 8.5                       | 23.8                      | 29.4                      | 176                       |
| المصدر:                      |                           |                           |                           |                           |                           |                           |                           |                           |                           |                           |                           |                           |                           |

## السكان
صوران هي ثالث أكبر مدينة في محافظة حماة بعد عاصمة المحافظة حماة ومدينة السلمية، وترتيبها هو 56 بين جميع مدن سوريا من حيث عدد السكان، حيث وصل عدد سكانها بحسب إحصاء عام 2004 إلى أكثر من 45,000 نسمة، وأما كامل ناحية صوران فقد بلغ عدد سكانها 91,471. بلغ عدد سكان الناحية في نهاية عام 2010 بحسب سجلات أمانات السجل المدني 126,256 نسمة، وبذلك حافظت على مركزها الثاني في المحافظة بعد السلمية.
يشهد عدد حالات الزواج في مدينة صوران تزايداً ملحوظاً باستمرار، فيما يتناقص بالمقابل عدد حالات الطلاق. بلغ عدد الولادات في المدينة بين بداية عام 2012 ومطلع شهر آب منه بحسب السجل المدني 3,350 حالة ولادة، منها 90 ولادة مكتوم، بالإضافة إلى 150 حالة وفاة، و120 حالة نقل مسكن، و346 حالة زواج، و9 حالات طلاق. وتشمل هذه الإحصاءات مجمل ناحية صوران بمختلف قراها.

## الزراعة
تعتبر الزراعة الحرفة الرئيسية لغالبية سكان مدينة صوران، وخصوصاً المزروعات الموسمية، مثل القمح والشعير والعدس، بالإضافة إلى الأشجار المثمرة مثل الزيتون والحمضيات والفستق الحلبي الشهير في هذه المنطقة. تعد سوريا رابع أكبر منتج عالمي للفستق الحلبي بعد الولايات المتحدة وتركيا وإيران، ويأتي نحو نصف إنتاج سوريا من هذا المحصول من محافظة حماة بواقع نحو 30,000 طن من أصل 61,000 على مستوى البلاد، ويأتي الكثير من هذا الإنتاج من مدينة صوران وما حولها من بلداتٍ وقرى. إذ تبلغ المساحة المزروعة في كافَّة سوريا من الفستق الحلبي نحو 557,000 دونم، منها 195,650 بمحافظة حماة، ومن هذه يوجد حوالي 19,000 دونم في صوران بقرابة 300 شجرة. وقد بلغت أهمية هذا المحصول بالمنطقة أن افتتحت «مدرسة الفستق الحلبي» في صوران، وهي مدرسة متخصُّصة بإجراء البحوث العلمية حول الفستق الحلبي بالمنطقة والعمل على تحسين إنتاجه.
تعتمد الزراعة في صوران على مياه الأمطار والآبار السطحية والجوفية التي قد يصل عمقها حتى 500 متر. وتوجد فيها العديد من المدارس الثانوية والإعدادية بالإضافة إلى مخفر صوران، وقد اشتهرت حديثاً بزراعة البطاطس بكافة أنواعها وزراعة البطّيخ الأحمر، الذي يتمُّ تصديره إلى عدة محافظات سورية مجاورة.
يستعمل أسلوب الأسلحة البيولوجية لمكافحة الآفات الزراعية في حقول المدينة، حيث يتمُّ إطلاق حشرات دبور التريكوغراما والمن بالآلاف في الأراضي الزراعية المجاورة للقضاء على الحشرات الضارة.. مؤخرا، انتشرت آفة جديدة أصابت أشجار الفستق الحلبي في صوران، وهي حشرة حفار ساق اللوزيات (الكابنودس).[بحاجة لمصدر]

## الإدارة والتنظيم
الجهة الحكومية الأساسية المسؤولة عن إدارة مدينة صوران هي مجلس مدينة صوران. وكما كانت الحال في عام 2009، كان يشمل المخطط التنظيمي لمجلس المدينة أراضٍ مساحتها نحو 800 هكتار، وبلغت ميزانيّته 25.257 مليون ليرة سورية، منها 10.5 ملايين صرفت بالمشاريع الاستثمارية. إلا أن المجلس يعاني من مشاكل كثيرة في العمل، أبرزها قضايا الفساد الكثيرة وبطء العمل وعدم الاستجابة لشكاوى الأهالي.
في عام 2007 تم إحداث مزرعة باسم «مزرعة مارس» قرب قرية كوكب ضمن ناحية صوران، وذلك بناءً على القرار 2308/ق لوزير الإدارة المحلية، معتمداً على كتاب من رئيس مجلس مدينة صوران أفاد بوقوع المزرعة خارج الحدود الإدارية لمدينة صوران ممَّا استدعى إحداثها. إلا أن هذه الحادثة كشَّفت في سنة 2010 عن قضية فسادٍ كبيرة، حيث أن المزرعة تقع بالحقيقة ضمن الحدود الإدارية للمدينة، وأن قائمة السكان التي ألحقها رئيس مجلس المدينة بالكتاب كانت قائمةً وهميةً بالكامل ولا علاقة لأي من الموضوعين فيها بمنطقة صوران كلّها، كما أن المزرعة كانت مخدمة بالكهرباء دون حاجةٍ إلى ذلك. وقد تم إلغاء المزرعة بالقرار الوزاري رقم 2018/ق لسنة 2010.

### الخدمات
يضم المخطط التنظيمي لمدينة صوران أربع حدائق عامة موزعة على عدة أحياءٍ منها. تقع أكبر الحدائق بحي العروبة وتسمى عادةً باسمه، إذ تبلغ مساحتها نحو 2,000 متر مربع، إلا أنها تعاني من حالة من الإهمال وعدم الاعتناء، حتى أنها بدون سور. كما توجد في وسط المدينة «حديقة شارع النصر». إلا أن جميع هذه الحدائق هي فعلياً مساحات ترابية مجرَّدة تقريباً من الأشجار وتفتقر للرعاية والاهتمام.
لدى مجلس مدينة صوران 6 جرارات مخصصة لنقل القمامة، و31 موظفاً يعملون لديه بين عمال وسائقين. وتتمُّ إزالة القمامة من الحاويات عبر سيارات ضاغطة، حيث تؤخذ إلى مكب القمامة في كاسون الجبل. وقد كانت تستخدم سابقاً الأراضي الزراعية القريبة من صوران كمكبَّات للمقامة، إلا أنه يتم نقلها الآن من تلك المكبات القديمة إلى المطمر الجبلي.

### الغذاء
يعد الخبز الذي ينتجه الفرن الآلي في صوران خبزاً جيداً مقارنةً ببعض الأفران الأخرى القريبة، إلا أنه يعاني من مشكلة الازدحام الشديد الدائم. حيث لا يوجد في الفرن سوى 50 موظفاً يعملون على إنتاج 28.5 طناً من الخبز كل يوم، وقد افتتح المخبز في عام 1984 ليعمل في مسارين ليغطّي احتياجات سكان المدينة الذين كانوا حوالي 16,000 نسمة، لكن عدد السكان تضاعف الآن ممَّا يجعل طاقة المخبز أقلَّ من اللازم.
وعلى الرغم من إضافة مقر لمسلخ إلى المخطط التنظيمي لمدينة صوران منذ عام 1998 فهو لم يُبنَى على الأرض حتى الآن، حيث يقوم الجزارون بذبح الماشية على أبواب المحال، مما يتسبّب بانتشار الجراثيم والروائح الكريهة ويؤدي إلى تدني مستوى النظافة والصحة بالمنطقة.

### النقل والمواصلات
تُوزِّع محطة الخالد للبنزين شهرياً نحو 30,000 لتر من الوقود على خط الحافلات (السرافيس) في صوران، حيث تعد هذه وسيلة المواصلات العامة الأساسية بالمدينة، ويستخدمها أغلب الموظفون والطلاب للذهاب كل صباح إلى أعمالهم أو جامعاتهم بالمناطق والمدن المجاورة، وتعمل 33 حافلة يومياً على خط صوران - حماة. إلا أن الحافلات تعاني من أزمة ازدحام شديدة، لذلك فإنه ثمة أيضاً عدد من سيارات الأجرة، التي تعمل بسعرٍ أعلى.

### الاتصالات
أدخلت الخدمة الآلية إلى مركز هاتف صوران في عام 1993، وهو يتألف حالياً من طابقين ويعمل فيه 19 موظفاً، ولديه سيارة واحدة ودراجتان ناريتان للعمل على صيانة خطوط الهاتف. ويقوم المركز بخدمة مدينة صوران وقريتين تتبعانها هما معردس وكوكب. يتَّسع المقسم في الوقت الحاضر لما يبلغ 7719 رقماً منها 6328 منفذة و1391 شاغرة. يوفّر مقسم صوران حالياً خدمات الشبكة الرقمية للخدمات المتكاملة وخطوط الاشتراك الرقمية غير المتناظرة (فيها 45 مشتركاً).

### التعليم
يوجد عدد من المدارس في مدينة صوران، من أهمّها مدرسة الثورة التي تضم 790 طالباً، كما ثمَّة مدارس تحت الإنشاء مثل مدرسة الوساطة.

## الصحة
تُقسِّم مديرية الصحة في حماة التابعة لوزارة الصحة السورية محافظة حماة إلى ست مناطق صحية، إحداها هي منطقة صوران الصحية. تضمُّ منطقة صوران سبع مراكز صحية مُوزَّعةً على قرى الناحية المختلفة، هي مراكز: صوران وطيبة الإمام ومورك ومعردس وكوكب ومعان وقصر المخرم. وعلاوةً على هذه المراكز السبعة، يوجد «فريق لقاح الجوال» المسؤول عن تغطية القرى الصغيرة التي لا تخدمها مراكز صحية، كما يوجد مركز للتوليد الطبيعي بمدينة طيبة الإمام. وأما في مدينة صوران نفسها، فتوجد ضمن مركز صوران الصحي «عيادات صوران» المعنيَّة بالاهتمام بمرضى السكري. بالمجموع، يوجد في منطقة صوران الصحية 133 موظفاً، منهم: 28 طبيباً (متضمّنين ثمانية أطباء أسنان)، و59 ممرضاً، و6 صيدليّين. بلغ عدد مراجعي مراكز منطقة صوران الصحية حتى عام 2009 نحو 92,515، منها 5,319 مراجعة لعيادات الأسنان، كما تم إجراء 22,619 تحليلاً طبياً فيها، كما استقبل برنامج رعاية المسنين 450 شخصاً.
بلغ عدد الأطباء المعتمدين في عيادات صوران لعام 2010 (التابعة لشعبة صوران بالمكتب الفرعي في حماة بنقابة المعلّمين) 46 طبيباً لمجمل ناحية صوران، منهم 21 طبيباً في المدينة نفسها. كما أنشئ في المدينة حديثاً مشفى صوران الوطني بكادرٍ يبلغ 30 طبيباً، حيث تمَّ الانتهاء من تعمير المشفى في مطلع سنة 2011 بكلفة 80 مليون ليرة سورية ومساحة 18 ألف متر مربع بطابقين وقدرة استيعابية تبلغ 60 سريراً، إلا أنَّه وحتى نهاية عام 2011 لم يكن قد بدأ العمل بعد، وبحسب تبرير الحكومة فإنَّ ذلك يعود إلى عدم التزام الشركة الإيطالية الملزمة بتوريد الأجهزة الطبية بالعقد المبرم معها.
يعاني ريف مدينة صوران من مشكلة انتشار مرض حبة اللاشمانيا وكثرة الكلاب الشاردة، وتتفاوت نسب المصابين بحسب مدى كثرة الماشية والمياه الآسنة بكل حي السكني، حيث أن افتقار المدينة إلى نظام صرف صحي ومكبات قمامة جيّدة يجعل المرض يتكاثر وينتشر بها. كما أن استعمال مياه الصرف الصحي في سقي المحاصيل الزراعية إبان الثورة السورية عام 2012 نتيجة الافتقار للمياه النقية، يشكل مخاطر إضافية على صحّة السكان.

## التنظيم الإداري
مدينة صوران هي مركز ناحية إدارية، تتبع منطقة مركز حماة التابعة بدورها لمحافظة حماة. تتبع لناحية صوران إدارياً كل من المدن والقرى التالية:
| 1. طيبة الإمام 2. معردس 3. مورك 4. معان 5. الطليسية 6. كوكب 7. جناة الصوارنة 8. قصر المخرم 9. قصر أبو سمرة 10. دوما 11. سكيك 12. السمرة 13. الشعتة 14. عطشان 15. قبيبات أبو الهدى | 1. الفان الشمالي 2. الفان القبلي 3. الفان الوسطاني 4. جنينة غريبة 5. اللحايا 6. الحويجة 7. أم حارتين 8. عرفة 9. الزغبة 10. كراح 11. خفسين 12. القبارية 13. العظيمة 14. مريويد 15. المبطن |

## المعالم والمنشآت
- المركز الثقافي: من المرافق البارزة في المدينة المركز الثقافي العربي[47] الذي يقع في الشارع الرئيسي بصوران بجانب شعبة حزب البعث، ومديره خالد جرور، وقد تأسس في سنة 1988.[48] ويضم المركز معهد الثقافة الشعبي، الذي تشرف عليه مديرية الثقافة بمحافظة حماة.[49] تعرض هذا المرفق للتدمير خلال الحرب.